# Verrijzeniskerk (Kortrijk)

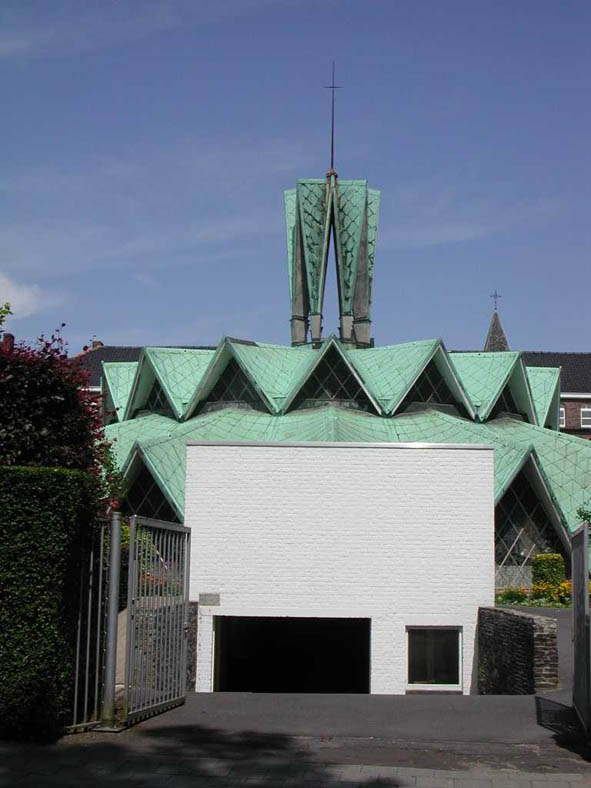
De kapel van het Lyceum, thans parochiekerk

De Verrijzeniskerk is een parochiekerk in de Doorniksewijk van de West-Vlaamse stad Kortrijk, gelegen aan Burgemeester Pyckestraat.

## Klooster en school
In 1913 werd aan de Beverlaai een klooster met kerk gebouwd ten behoeve van de Zusters Clarissen die uit Bergen afkomstig waren. Toen echter de Eerste Wereldoorlog uitbrak werden de gebouwen niet als klooster, maar ten behoeve van de Spoorwegen ingericht. Vervolgens zetelde de Rijkswacht in het gebouw.
In 1923 werd het complex aangekocht door de Zusters van Onze-Lieve-Vrouw van Bijstand en ingericht als school, welke later de naam: Lyceum Onze-Lieve-Vrouw van Vlaanderen kreeg. Het gebouwencomplex, dat in 1944 zwaar beschadigd was, werd hersteld.

## Kapel
In 1963 werd de Verrijzeniskapel aangebouwd, gelegen aan de Burgemeester Pyckestraat. Deze kapel werd ontworpen door André De Smedt en heeft de vorm van een dubbele kroon met zestien steunpunten waar bovenop een toren staat, ook in kroonvorm. Toen in 2020 de Damiaankerk en de Sint-Rochuskerk werden onttrokken aan de eredienst, werd de Verrijzeniskapel verheven tot de nieuwe parochiekerk.